# Trichoplusia distalagma
Trichoplusia distalagma là một loài bướm đêm trong họ Noctuidae.